# Kanton Meaux-Nord
Kanton Meaux-Nord (fr. Canton de Meaux-Nord) byl francouzský kanton v departementu Seine-et-Marne v regionu Île-de-France. Tvořilo ho devět obcí. Zrušen byl po reformě kantonů 2014.

## Obce kantonu
- Barcy
- Chambry
- Chauconin-Neufmontiers
- Crégy-lès-Meaux
- Germigny-l'Évêque
- Meaux (severní část)
- Penchard
- Poincy
- Varreddes